# Mogiła powstańców styczniowych w Myszakowie
Mogiła powstańców styczniowych – mogiła zlokalizowana we wsi Myszaków (gmina Zagórów), przy północnej stronie drogi Pyzdry – Łukom.

## Historia
W mogile spoczywają powstańcy styczniowy, polegli w potyczce z wojskami rosyjskimi w dniu 27 lutego 1863. Poprzedniego dnia oddział powstańczy, dowodzony przez porucznika Pankracego Wodzińskiego, został zaatakowany przez Moskali, ale atak ten odparto. 27 lutego Rosjanie okrążyli powstańców, którzy walczyli do ostatniego naboju, a potem wręcz. Walkę przegrali, oddział całkowicie rozbito, a poległych pochowano we wspólnej mogile.
Obiekt ma formę niskiego kopca z krzyżem na szczycie. Na krzyżu umieszczona jest figurka piety. Poniżej tablica z napisem: 1863 POLEGŁYM ZA WOLNOŚĆ OJCZYZNY.